# أندرياس سيسالبينو
أندرياس سيسالبينو (1519 - 1603)، طبيب وفيلسوف وعالم نبات إيطالي ، يعتبر أول من صنَّف النباتات وفقاً لثمارها وبذورها وأعضاء التكاثر فيها بدلاً من الترتيب الأبجدي أو الترتيب تبعاً للخصائص الطبية وهي الطريقة التي كانت مُتَّبعة في ذلك العصر، ساهم أيضاً في علم وظائف الأعضاء من خلال نظرية جديدة عن الدورة الدموية افترض فيها تبخُّراً وتكثُّفاً مُتكرِّراً للدم والتي استبدلت لاحقاً بمفهوم الدوران المغلق ضمن الأوعية الدموية الذي صاغه العالم الإنكليزي الشهير ويليام هارفي (1578 - 1657)، في عام 1555 أصبح مديراً للحديقة النباتية في بيزا خلفاً لأستاذه لوكا جيني، ويعتبر عالم النبات بيترو كاستيلي أبرز تلاميذه.

## السيرة للشخصيَّة
ولد سيسالبينو في أريزو، توسكانا، إيطاليا، درس في جامعة بيزا المرموقة في ذلك الوقت، وكان أستاذه في الطب عالم التشريح الشهير ريلدو كولومبو وفي علم النبات لوكا جيني، وتخرَّج من الجامعة بعد عدة سنوات بعد أن أنهى دراسته في الفلسفة والطب وعلم النبات، في ذلك الوقت بدأت ظاهرة الحدائق النباتية (متحف تاريخ طبيعي) تزداد في أوروبا حيث بدأت في بادوفا عام 1546 وفي بيزا 1547 التي أصبح سيسالبينو مديرها عام 1555.
في سنواته الأخيرة قبِل دعوة روما ليصبح أستاذاً للطب في جامعة روما والطبيب الشخصي للبابا كليمنت الثامن، وربَّما أصبح أيضاً المدير الرئيسي للحديقة النباتية الرومانية التي جهَّزها تلميذه ميشيل ميركاتي عام 1566.

## أعماله الفلسفيَّة
تُظهر كتابات سيسالبينو عبقريةً فذةً وفكراً عميقاً، وتميَّز أسلوبه بأنه مدرسي وإلقائي ولكنَّه لا يخلو من مقاطع تتَّسم بالجمال والروعة، مع ذلك فالكثير من علماء النبات والفيزيولوجيا المعاصرين يصفون كتاباته بالغامضة وغير الواضحة، لم يظهر أي تلخيص شامل لأبحاث سيسالبينو أو كتاب يجمع كل أعماله على الرغم من طباعة سبعة من كتبه أكثر من مرة.
أبرز أعماله الفلسفية Quaestionum peripateticarum libri وفيه يظهر بوضوح أنَّ سيالبينو أهم تلاميذ أرسطو المخلصين في القرن السادس عشر رغم تأثُّره أيضاً بالفيلسوف العربي ابن رشد بشكلٍ كبير، وبسبب كتابه هذا هاجمه المُفكِّرون المسيحيُّون في أوروبا لفترة طويلة حتى بعد 100 عام من وفاته، رغم كلِّ ذلك أكَّد سيسالبينو مراراً وتكراراً على مبادئه الكاثوليكية الثابتة واستعداده لشجب أفكار أرسطو ومذهبه في أي وقت أو أي أفكار تخالف الكتاب المُقدَّس واحتفظ بعلاقات قويَّة مع رجال الكنيسة الكاثوليكية.

## الأعمال الطبيَّة والفيزيولوجية
كانت نظريَّات سيسالبينو الفيزيولوجية وخصوصاً تلك المُتعلقة بالدورة الدموية معروفة جداً ولكن غالباً ما تمَّ التقليل من أهميَّتها، ويبدو واضحاً اليوم من خلال تفحُّص هذه النظريات أنَّه قد تبحَّر في أسرار الدورة الدموية أكثر من أي عالم فيزيولوجيا آخر قبل ويليام هارفي، وقد يكون العيب الرئيسي في أفكاره عن الدورة الدموية أنَّها لم تستند على الأبحاث والمعطيات التشريحية، ويجب الإشارة هنا إلى عمله الهام Quaestionum medicarum libri duo (1593) باعتباره أهم كتبه الطبيَّة.

## أعماله في علم النبات
يعتبر كتاب De plantis libri الذي أهداه للدوق فرانشيسكو الأول دي ميديسي أهم منشوراته، وقد يكون أبرز المراجع في علم النبات قبل ظهور العالم الكبير كارولوس لينيوس، يتفق علماء النبات منذ بداية القرن السابع عشر وحتى يومنا هذا على أنَّ سيسالبينو في كتابه هذا قد وضع أساس فيزيولوجيا ومورفولوجيا النبات وأنتج أول تصنيف علمي دقيق للنباتات الزهرية، لهذا الكتاب ثلاث صفات أساسية تجعل منه عملاً فريداً من نوعه: عدد كبير من الملاحظات الدقيقة الأصيلة التي وضعها قبل اكتشاف المجهر، اختيار أعضاء التكاثر في النبات أساساً لنظام تصنيف النباتات، المادة العلمية الضخمة والصياغة المنهجية الدقيقة، وفي عام 1603 أضاف سيسالبينو جزءاً إضافيَّاً جديداً لهذا العمل هام.
اشتهر سيسالبينو أيضاً بعدد من الكتب والمؤلَّفات الأخرى في علم النبات والكيمياء والمعادن والحفريات والجيولوجيا والتي ساهمت في تطوُّر هذه العلوم بشكلٍ كبير، أطلق الراهب تشارلز بلوميير اسم سيسالبينو على جنس خاص من النباتات تكريماً له واحتفظ كارلوس لينيوس بنفس الاسم في التصنيف الذي وضعه، وأثنى عليه في أكثر من موضع في موسوعته الشهيرة.

## أعماله في الجيولوجيا
كتب سيسالبينو كتاباً هاماً عن المعادن نشره في روما عام 1596 يعتبر إضافةً هامة لعلم المعادن والجيولوجيا، وساهمت أفكاره أيضاً في الفهم الصحيح للسجل الأحفوري واعتمد عليها أكثر من عالم في كتاباتهم لاحقاً رغم أنَّها لا تخلو من الأخطاء.

## سيسالبينو وكارلوس لينيوس
يعتبر عالم النبات السويدي كارلوس لينيوس (1707 - 1778) الشخصيَّة الأكثر تأثيراً في تطوُّر علم النبات على مرِّ العصور، من خلال كتابه الشهير نظام الطبيعة الذي وضع فيه تصنيفه العلمي الحديث للكائنات الحية، نظام لينيوس للتصنيف هو نظام ثنائي يعتمد على الجنس والنوع ومن خلاله قسَّم الكائنات الحية إلى مملكتين (حيوانات ونباتات)، والمملكة إلى شُعَب، والشعبة إلى صفوف، والصف إلى رتب، والرتبة إلى فصائل، والفصيلة إلى أجناس، والجنس إلى أنواع، وهذا التصنيف ليس توزيعي فقط بل هو علمي لأنَّه يستند على العلوم الأخرى كلها وعلى المواصفات الجسدية الظاهرة لكل كائن حي.
كان سيسالبينو أول من وضع نظام تصنيف علمي للنباتات يعتمد على أعضاء التكاثر فيها (زهريَّة ولا زهريَّة)، وقد تأثَّر لينيوس بهذا الأسلوب الجديد في التصنيف واعتمده لاحقاً مع بعض الإضافات والتعديلات عليه.

## روابط خارجية
- أندرياس سيسالبينو على موقع الموسوعة البريطانية (الإنجليزية)